# Grand Pol
Pour les articles homonymes, voir Pol.
Grand Pol est un village du Cameroun situé dans la région de l’Est, le département du Haut-Nyong et l'arrondissement (commune) de Dimako.

## Population
En 1965-1966, on y a dénombré 780 habitants, principalement des Akpwakoum et 68 pygmées. À cette date le village disposait d'une école protestante à cycle incomplet.
Lors du recensement de 2005, la localité comptait 572 habitants.